# Awajima Hyakkei
Awajima Hyakkei (淡島百景?) es una serie de manga japonesa escrita e ilustrada por Takako Shimura. La serie se publicó en el sitio web PocoPoco de Ohta Publishing de junio de 2011 a 2016, y posteriormente en el sitio web Ohta Web Comic, donde se publicó de julio de 2016 a marzo de 2024. Se recopiló en cinco volúmenes tankōbon de abril de 2015 a mayo de 2024. Una adaptación televisiva de anime producida por Madhouse se estrenará en 2026.

## Contenido de la obra

### Manga
Awajima Hyakkei está escrita e ilustrada por Takako Shimura y comenzó a serializarse en el sitio web PocoPoco de Ohta Publishing del 7 de junio de 2011 al 2016. Luego se trasladó al sitio web Ohta Web Comic, donde continuó del 29 de julio de 2016 al 15 de marzo de 2024. Sus capítulos se recopilaron en cinco volúmenes tankōbon del 15 de abril de 2015 al 13 de mayo de 2024.
| Volúmenes de manga publicados | Volúmenes de manga publicados | Volúmenes de manga publicados |
| Número                        | Fecha de lanzamiento          | ISBN                          |
| ----------------------------- | ----------------------------- | ----------------------------- |
| 1                             | 15 de abril de 2015           | ISBN 978-4-7783-2248-9        |
| 2                             | 24 de julio de 2017           | ISBN 978-4-7783-2282-3        |
| 3                             | 14 de marzo de 2019           | ISBN 978-4-7783-2298-4        |
| 4                             | 24 de agosto de 2022          | ISBN 978-4-7783-2315-8        |
| 5                             | 13 de mayo de 2024            | ISBN 978-4-7783-2328-8        |

### Anime
Se anunció una adaptación al anime el 9 de mayo de 2024. Posteriormente se confirmó que sería una serie de televisión producida por Madhouse y dirigida por Morio Asaka, con composición de Yasuhiro Nakanishi, diseño de personajes de Kunihiko Hamada y música de Takahiro Obata. Su estreno está previsto para 2026.

## Recepción
La serie ocupó el puesto 17 en la edición de 2016 de la guía Kono Manga ga Sugoi! de Takarajimasha del mejor manga para lectoras.